# Kurowice (Mazovie)
Pour les articles homonymes, voir Kurowice.
Kurowice [kurɔˈvit͡sɛ] est un village polonais de la gmina de Sabnie dans le powiat de Sokołów et dans la voïvodie de Mazovie, au centre-est de la Pologne.
Il est situé à environ 3 kilomètres au nord-est de Sabnie, 15 kilomètres au nord de Sokołów Podlaski et à 97 kilomètres à l'est de Varsovie.